# ساموئل جی. کرک‌وود
ساموئل جی. کرک‌وود (به انگلیسی: Samuel Jordan Kirkwood) سناتور سابق عضو حزب جمهوری‌خواه ایالات متحده آمریکا بود. وی در سال ۱۸۶۶ تا ۱۸۶۷ و ۱۸۷۷ تا ۱۸۸۱ میلادی سناتور ایالت آیووا در سنای ایالات متحده آمریکا بود.